# Obrońcy Północnej Grecji
Obrońcy Północnej Grecji (skrót YVE), gr.: ΥΒΕ-Υπερασπισταί Βορείου Ελλάδος – Yperaspistai Voreiou Ellados – greckie ugrupowanie konspiracyjne podczas II wojny światowej.
Organizacja została utworzona w II poł. 1941 w Salonikach przez b. oficerów armii greckiej. Na jej czele stanął mjr Ioannis Papathanasiou. Była jednym z pierwszych greckich ugrupowań konspiracyjnych. Działała w północnej części okupowanej Grecji. Najsilniejsze wpływy miała w greckiej Macedonii. Oddziały partyzanckie YVE walczyły z bułgarskimi i niemieckimi okupantami, a także z grecką lewicą republikańską i jej dominującym w Grecji ruchem partyzanckim ELAS. Przywódcy YVE próbowali zjednoczyć różne grupy i mniejsze organizacje konspiracyjne. Część dowódców partyzanckich podjęła kolaborację z Niemcami, dlatego organizację w czerwcu 1943 r. przekształcono w Panhelleńską Organizację Wyzwolenia (PAO). Niektórzy autorzy wskazują, że PAO rozwinęła się organizację skierowaną przeciw lewicy i podjęła zupełnie jawną kolaborację z okupantem 
W wyniku starcia z ELAS, PAO uległa rozbiciu. Jednak poza starciami ELAS z formacjami hitlerowskimi, głównie Batalionami Bezpieczeństwa, bratobójcze starcia w Grecji, w okresie obcej okupacji, nie przybierały znacząco krwawego  charakteru. Toteż większość oficerów PAO udała się następnie, przez Turcję na Bliski Wschód, by dołączyć do greckich wojsk królewskich. Mniejsza część pozostała w domach lub dołączyła do innych grup, głównie do A.Fosteridisa.